# Злочиначки умови: Преко границе (1. сезона)
Злочиначки умови: Преко границе (енгл. Criminal Minds: Beyond Borders) америчка је криминалистичка телевизијска серија која прати рад ЕМР-а, тј ФБИ-еве Екипе за међународна реаговања (енгл. International Response Team - IRT), чије је средиште у Квантику (Вирџинија). Серија се разликује од изворне и првог огранка јер агенти путују у друге државе и градове где се догоде злочини почињени над америчким држављанима.

## Опис
У главну поставу су ушли Гери Синис, Алана де ла Гарза, Данијел Хени, Тајлер Џејмс Вилијамс и Ени Фанк.

## Улоге
- Гери Синис кao Џек Гарет
- Алана де ла Гарза кao Клара Сегер
- Данијел Хени кao Метју Симонс
- Тајлер Џејмс Вилијамс кao Рас Монтгомери
- Ени Фанк кao Меј Џарвис

## Епизоде
| Бр. еп. (укупно) | Бр. еп. (у сезони) | Наслов                | Редитељ              | Сценариста        | Премијера       | Прод. код | Гледаност у САД-у (милиони) |
| --- | ------------------ | --------------------- | -------------------- | ----------------- | --------------- | --------- | --------------------------- |
| 1 | 1                  | "Онај штетан"         | Колин Бакси          | Ерика Месер       | 16. март 2016.  | 101       | 8.88                        |
| Када је троје америчких држављана добровољаца на Тајланду нестало током пута ка Бангкоку, ЕМР ради са бившом сарадницом Кларом Сегер да профилише и пронађе несуба пре него што велика олуја уништи доказе.                                                                                     |                    |                       |                      |                   |                 |           |                             |
| 2 | 2                  | "Жетва"               | Роб Бејли            | Ерике Мередит     | 23. март 2016.  | 104       | 7.78                        |
| Када се Амерички студент пробудио у Мумбају у Индији, а бубрег и друг су му нестали, ЕМР сумња да особа одговорна за злочине можда не ради само на трговини органа на црном тржишту. |                    |                       |                      |                   |                 |           |                             |
| 3 | 3                  | "Порицање"            | Род Холкомб          | Адам Глас         | 30. март 2016.  | 107       | 7.07                        |
| Међународна јединица иде у Каиро у Египат када је бивше америчко војно лице Египатско-америчког порекла убијено у плинском нападу, а његов најбољи друг је убијен. |                    |                       |                      |                   |                 |           |                             |
| 4 | 4                  | "Шапћући дах"         | Лари Тенг            | Aдам Глас         | 6. април 2016.  | 110       | 7.44                        |
| Екипа путује у Јапан у Токијо да помогне тамошњим властима да истраже оно што изгледа као низ убистава који је направљена да изгледа као самоубиства, а троје од тих жртава су американци. У међувремену, Меј покушава да наговори Клару да више излази и да се опусти.                         |                    |                       |                      |                   |                 |           |                             |
| 5 | 5                  | "Усамљено срце"       | Константин Макрис    | Тикона С. Џој     | 6. април 2016.  | 108       | 6.98                        |
| Међународна јединица креће у Париз у Француску да пронађе несуба коме су мете Американци који живе тамо. |                    |                       |                      |                   |                 |           |                             |
| 6 | 6                  | "Прекинута љубав"     | Пол А. Кофман        | Адам Глас         | 13. април 2016. | 102       | 7.91                        |
| Када се за пар на меденом месецу веровало да је нестао у Сан Педру на Белизеу, Џек и његова јединица су позвани на њихову последње пребивалиште да истраже оно што изгледа као циљана отмица парова.                                                                                            |                    |                       |                      |                   |                 |           |                             |
| 7 | 7                  | "Грађани света"       | Алек Смајт           | Метју Лау         | 20. април 2016. | 106       | 7.55                        |
| Када је пар пензионера из Идаха отет у Казабланци у Мароку док су посећивали земљу током пропутовања, ЕМР је замољен да помогне у спашавању пара пре него што буде прекасно. |                    |                       |                      |                   |                 |           |                             |
| 8 | 8                  | "Невини"              | Џино Шварц           | Кристофер Барбур  | 27. април 2016. | 103       | 6.58                        |
| ЕМР путује у Мексико где је жена која је била тамо на одмору са породицом постала жртва убиства. Екипа почиње да истражује њеног супруга као главног осумњиченог кад он одједном оде авионом.                                                                                                   |                    |                       |                      |                   |                 |           |                             |
| 9 | 9                  | "Проводаџија"         | Мет Ерл Бисли        | Tим Клементе      | 4. мај 2016.    | 109       | 6.82                        |
| Американка је нестала када је отпутовала у Анталију у Турској где је требало да се нађе са особом за коју је мислила да је њен дечко. Откривено је да особа која стоји иза овога користи лукавство како би отимала Американке.                                                                  |                    |                       |                      |                   |                 |           |                             |
| 10 | 10                 | "Чињеница"            | Лора Белси           | Кристофер Барбур  | 11. мај 2016.   | 111       | 6.05                        |
| ЕМР креће у Јоханесбург у Јужноафричку републику када је Амерички сутудент који је радио тамо убијен, а његов брат нестао. Екипа сумња да банда можда стоји иза оба злочина. У међувремену, Џек ради на случају са профилистом са којим је радио раније, а који има нецрквени стил истраживања. |                    |                       |                      |                   |                 |           |                             |
| 11 | 11                 | "Балада о Нику и Нат" | Џеремаја Чечник      | Данијел Нејтансон | 11. мај 2016.   | 105       | 5.94                        |
| ЕМР путује на Кубанско острво да пронађе неколико убица након што је неколико Америчких жртава пронађено на различитим местима острва. |                    |                       |                      |                   |                 |           |                             |
| 12 | 12                 | "Храбри бик"          | Тавннија Мекирнан    | Ерика Мередит     | 25. мај 2016.   | 112       | 5.74                        |
| ЕМР путује у Памплону у Шпанији када су уши несталог Америчког туристе пронађене у току државне свечаности Трке бикова. Екипа нагађа да је злочин политички мотивисан. |                    |                       |                      |                   |                 |           |                             |
| 13 | 13                 | "Папирна сирочад"     | Феликс Енрике Алкала | Ерика Мередит     | 25. мај 2016.   | 113       | 5.19                        |
| Када је млађа ћерка Америчког брачног пара који је био у посету Порт о Принсу на Хаитију отета, ЕМР жури на острво да је спаси пре него што буде прекасно. Такође, Џек и његова жена Карен припремају једну велику прославу поводом поласка своје ћерке Џоси на факултет.                       |                    |                       |                      |                   |                 |           |                             |

## Продукција
Предложена нова серија у франшизи Злочиначки умови најављена је у јануару 2015. године, а требало је да се зове Злочиначки умови: Преко границе. Гери Синис и Ана Ган су добили главне улоге Џека Гарета и Лили Ламберт, док су Тајлер Џејмс Вилијамс и Данијел Хени добили улоге Раса „Монтија“ Монтгомерија и Метјуа „Мета“ Симонса, респективно.
Дана 8. маја 2015. године, CBS је објавио да је серија Злочиначки умови: Преко границе преузета за сезону 2015–16, међутим, убрзо је објављено да је Ганова напустила серију, а Алана де ла Гарза и Ени Фанк су даље ангажоване за главну поставу серије. Првобитно је требало да премијерно буде приказана 2. марта 2016. године, али је померена за две недеље и уместо тога премијера је била 16. марта 2016. године и попунила је термин у среду у 22:00, емитујући се одмах након изворних Злочиначких умова. Епизоде, иако продуциране одређеним редоследом, нису емитоване на тај начин.

## Извори
1. ↑  https://web.archive.org/web/20160320090209/http://tvbythenumbers.zap2it.com/2016/03/17/wednesday-final-ratings-march-16-2016/
2. ↑  https://web.archive.org/web/20160326154043/http://tvbythenumbers.zap2it.com/2016/03/24/wednesday-final-ratings-march-23-2016/
3. ↑  https://web.archive.org/web/20160403133648/http://tvbythenumbers.zap2it.com/2016/03/31/wednesday-final-ratings-march-30-2016/
4. 1 2  https://web.archive.org/web/20160408082046/http://tvbythenumbers.zap2it.com/2016/04/07/wednesday-final-ratings-april-6-2016/
5. ↑  https://web.archive.org/web/20160414231758/http://tvbythenumbers.zap2it.com/2016/04/14/wednesday-final-ratings-april-13-2016/
6. ↑  https://web.archive.org/web/20160422034033/http://tvbythenumbers.zap2it.com/2016/04/21/wednesday-final-ratings-april-20-2016/
7. ↑  https://web.archive.org/web/20160429122659/http://tvbythenumbers.zap2it.com/2016/04/28/wednesday-final-ratings-april-27-2016/
8. ↑  https://web.archive.org/web/20160506012613/http://tvbythenumbers.zap2it.com/2016/05/05/wednesday-final-ratings-may-4-2016/
9. 1 2  https://web.archive.org/web/20160513010215/http://tvbythenumbers.zap2it.com/2016/05/12/wednesday-final-ratings-may-11-2016/
10. 1 2  https://web.archive.org/web/20160528130310/http://tvbythenumbers.zap2it.com/2016/05/26/wednesday-final-ratings-may-25-2016/
11. ↑  https://www.cinemablend.com/television/How-Criminal-Minds-Spinoff-Replace-Anna-Gunn-72156.html
12. ↑  https://deadline.com/2015/07/alana-de-la-garza-annie-funke-cast-criminal-minds-beyond-borders-1201479787/